# Heinrich Constantin von Herbert-Rathkeal
Freiherr Heinrich Constantin von Herbert-Rathkeal (* 15. März 1785 in Konstantinopel; † 15. Juni 1847 in Görz) war Feldmarschall-Lieutenant, zuletzt Kommandant von Mantua und Inhaber des Infanterie-Regiments No. 45.

## Herkunft
Er entstammt der irischen Familie Herbert of Pembroke, die mit Jakob II. auf den Kontinent floh. Seine Eltern waren Peter Philipp von Herbert-Rathkeal (1735–1802) und dessen Ehefrau Maria Anna von Collenbach, Tochter von Heinrich Gabriel von Collenbach. Sein Vater war 1779 in den erbländischen Freiherrenstand erhoben worden.

## Leben
Er ging 1799 als Volontär in englische Dienste, dort wurde er zum Leutnant ernannt und machte den Feldzug in Ägypten und Syrien mit. Im Jahr 1800 nahm er österreichische Dienste und kam mit dem gleichen Rang in das Infanterie-Regiment Nr. 22 (Lacy). Er nahm an den Feldzügen von 1800, 1805 und 1809 gegen Frankreich teil. Er stieg in den Rängen auf und wurde für als Auszeichnung für sein Verhalten in der Schlacht bei Aspern außer der Reihe zum Major befördert. In der Schlacht bei Wagram geriet er verletzt in französische Gefangenschaft. 1812 verließ er die österreichischen Dienste als Hauptmann des Infanterie-Regiments No. 7.
Am Beginn der Befreiungskriege wechselte er als Major in russische Dienste. Während des russischen Feldzuges gegen Frankreich war er Kommandeur eines freiwilligen Bataillons der österreichisch-deutschen Legion, aber am 28. Oktober 1813 kehrte er in österreichische Dienste zurück. Er kam als Hauptmann in das Infanterie-Regiment Nr. 2 (Hiller), 1814 wurde er zum Major ernannt.
Nach dem Krieg stand er 1820 als Major im Infanterie-Regiments No.7.
Es dauerte bis 1823, bis seine Beförderung zum Oberstleutnant erfolgte, 1826 wurde er dann Oberst und Kommandeur des Infanterie-Regiment Nr. 22 (Prinz Leopold). Am 24. Juli 1832 wurde er zum Generalmajor und wurde Festungskommandant von Salzburg.
Im Jahr 1840 wurde er zum Feldmarschall-Lieutenant ernannt. Am 27. Juni 1842 wurde er Inhaber des Infanterie-Regiments No. 45. Im Jahr 1844 wurde er dann als Kommandeur in die Festung Mantua versetzt. Mit dem Ausdruck der Allerhöchsten Zufriedenheit des Kaisers wurde er am 23. Oktober 1846 pensioniert. Er starb am 15. Juni 1847 in Görz.
Als Kommandant von Mantua erhielt er das Kommandeurskreuz des herzoglich parmesischen Constatin-St.Georgs Orden.

## Familie
Herbert-Rathkeal heiratete die Freiin Amalie Degrazia von Podgozdam (* 5. Juli 1798; † 29. August 1874). Das Paar hatte mehrere Kinder:
- Eduard (* 20. Februar 1828; † 29. Januar 1881), Generalmajor[10]
- Clementine (* 11. April 1826), Stiftsdame im Theresianischen adeligen Damenstift
- Gabriel (* 21. Dezember 1832; † 3. März 1889), Diplomat[11][12] ⚭ Phenarette Stavros (* 16 Aug 1840)